# Keith Houchen
Keith Morton Houchen (Middlesbrough, 25 luglio 1960) è un allenatore di calcio ed ex calciatore inglese, di ruolo attaccante.

## Carriera
Nella stagione 1977-1978 viene ingaggiato dal Chesterfield, con cui gioca per una stagione nelle giovanili del club: nella parte finale dell'annata viene però svincolato, venendo però poco tempo dopo ingaggiato con un contratto professionistico da Billy Horner, allenatore dell'Hartlepool Utd, con cui nei mesi conclusivi della stagione 1977-1978 esordisce non ancora maggiorenne tra i professionisti realizzando 4 reti in 13 presenze nella quarta divisione inglese.
Già a partire dalla stagione 1978-1979 diventa stabilmente titolare, mettendo a segno 13 reti in 39 partite di campionato; anche nei campionati seguenti segna con regolarità (è sempre il miglior marcatore stagionale del club), superando la doppia cifra di reti in ciascuna stagione. Nei mesi finali della stagione 1981-1982, dopo 65 reti in 170 partite di campionato (e, più in generale, 66 reti in 186 presenze fra tutte le competizioni ufficiali) viene ceduto per 25000 sterline al Leyton Orient, club di seconda divisione, con cui realizza una rete in 14 partite di campionato, retrocedendo in terza divisione. Nella stagione 1982-1983 realizza 10 reti in 32 presenze in questa categoria, in cui va a segno ulteriori 9 volte in 30 partite nella stagione 1983-1984: nel marzo del 1984 viene però ceduto per 15000 sterline allo York City, club di quarta divisione, dove chiude l'annata contribuendo alla vittoria del campionato con una rete in 7 presenze. Rimane nel club anche nella stagione 1984-1985, in cui va in rete per 12 volte in 35 presenze nel campionato di terza divisione, e nella prima parte della stagione 1985-1986, in cui segna ulteriori 6 reti in 25 partite di campionato. Nel marzo dl 1986 viene ceduto per 40000 sterline allo Scunthorpe Utd, in quarta divisione: qui conclude la stagione realizzando 2 reti in 9 presenze
A fine anno viene ceduto per 60000 sterline al Coventry City, in prima divisione: nella sua prima stagione con gli Sky Blues realizza 2 reti in 20 partite di campionato, risultando in compenso decisivo per la vittoria della FA Cup 1986-1987 (primo trofeo maggiore vinto dal club nella sua storia): realizza infatti complessivamente 5 reti in altrettante presenze nella competizione, tra cui una doppietta nei quarti di finale, un gol in semifinale ed un gol nella finale contro il Tottenham. L'anno seguente, pur scendendo in campo nel Charity Shield, gioca con minor frequenza, anche a causa di alcuni problemi fisici: chiude infatti la stagione con 21 presenze e 3 reti in campionato. Nella stagione 1988-1989 aggiunge ulteriori 2 gol in 13 presenze in prima divisione, per un totale di 54 presenze e 7 reti in partite di campionato e, più in generale, 66 presenze e 12 reti fra tutte le competizioni ufficiali.
Nel marzo del 1989 passa per 325000 sterline all'Hibernian, club della prima divisione scozzese, con cui conclude la stagione 1988-1989 mettendo a segno 2 reti in 7 presenze. Rimane agli Hibs anche nelle due stagioni successive: nella stagione 1989-1990 torna a segnare con discreta regolarità, andando in rete per 8 volte in 29 presenze in campionato e segnando anche una rete in 4 presenze in Coppa UEFA, mentre l'anno successivo a causa del suo scarso rendimento (una sola rete in 21 partite) finisce per perdere il posto in squadra e per essere ceduto per 100000 sterline al Port Vale, club della seconda divisione inglese, con cui nella stagione 1991-1992 retrocede in terza divisione segnando 4 reti in 21 partite di campionato.
Dopo un'ulteriore stagione da 28 presenze e 6 reti in terza divisione con i Valiants, nell'estate del 1993 fa ritorno dopo 11 anni all'Hartlepool United, con cui nella stagione 1993-1994 retrocede dalla terza alla quarta divisione realizzando 8 reti in 34 partite di campionato; rimane nel club per ulteriori tre stagioni, tutte in quarta divisione, nell'ultima delle quali diventa anche allenatore (prende l'incarico il 20 aprile 1995): dopo un buon rendimento (13 reti in 32 presenze) nella stagione 1994-1995, nei due anni seguenti segna solamente 6 reti in 43 presenze, ritirandosi il 4 novembre del 1996 dopo essere stato esonerato.

## Palmarès

### Giocatore

#### Competizioni nazionali
- Coppa d'Inghilterra: 1

Coventry City: 1986-1987
- Campionato inglese di quarta divisione: 1

York City: 1983-1984
- Football League Trophy: 1

Port Vale: 1992-1993